# Skakovci
Skakovci (madžarsko Szécsényfa, prekmursko nekoč Skokovci, nemško Skakofzen) so naselje v Občini Cankova.

## Znamenite osebnosti
V Skakovcih sta se rodila pisatelj Milan Zrinski in prvi prekmurski akademski kipar Ludvik Vrečič.